# Базилика Конгрегадош

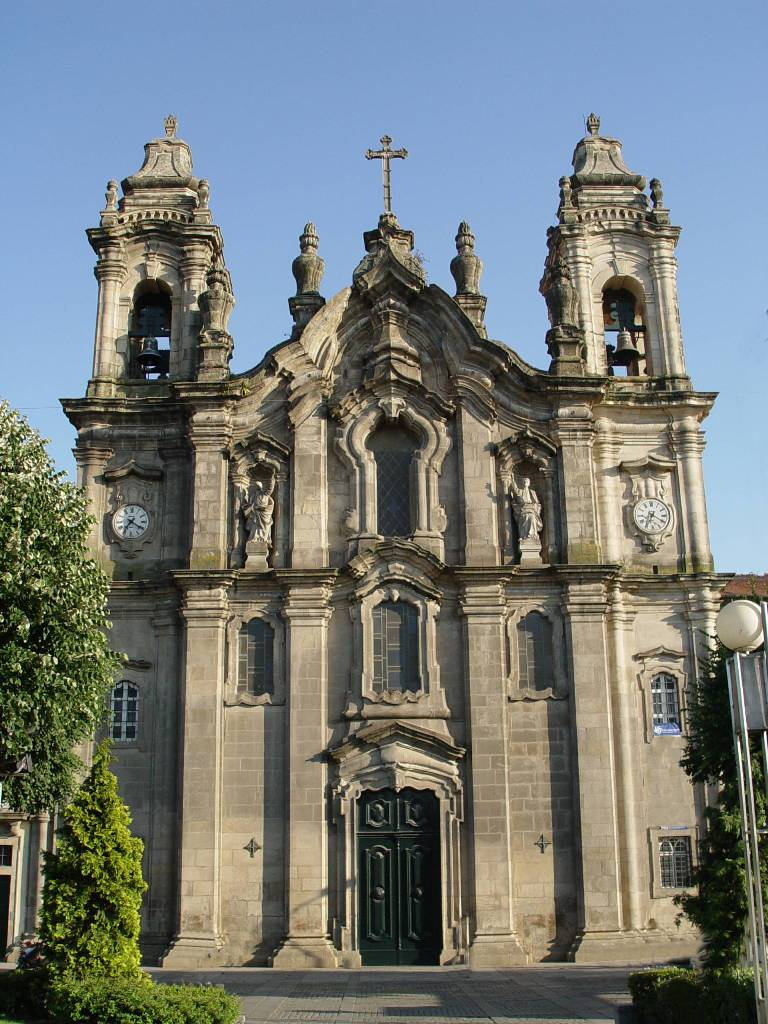

Базилика Конгрегадош расположена в Сан-Жозе-де-Сан-Лазару в Браге (Португалия) и включается в состав бывшего монастыря Конгрегадош.
Базилика была разработана архитектором Андре Суарешом в XVIII веке, но закончена лишь в XX веке.
Начало строительства было в 1703 году, освящён храм 27 октября 1717 года, но у него отсутствовали башни и статуи в нишах фасада. Эти работы были проведены в XX веке.
Статуи фасада — Святого Филиппа Нери и Мартина Брагского — были установлены 16 февраля 1964 года. Их разработал скульптор Мануэль Ногейра да Силва.